# Charlotte Gingras
Pour les articles homonymes, voir Gingras.
Charlotte Gingras est une romancière québécoise née à Québec, le 10 décembre 1943.

## Biographie
Elle a fait des études en pédagogie et en arts plastiques. Elle a enseigné aux enfants du primaire, elle a animé des ateliers sur la créativité avec les adultes et elle a travaillé comme pigiste dans le milieu des arts visuels.
Auteure et artiste professionnelle en photographie, elle crée en images et en mots. En même temps qu’elle expose régulièrement dans les galeries, elle mène une carrière d’écrivaine bien remplie. Ses romans pour la jeunesse sont de touchants portraits de la vie quotidienne où l’imaginaire et le mystérieux forment un tout, au grand bonheur des lecteurs.

## Œuvres
- La Maison d'éclats, collectif, récit, 1989
- Les Chats d'Aurélie, roman jeunesse, 1994
- L'Île au géant, roman jeunesse, 1995
- La Fabrique de citrouille, roman jeunesse, 1995
- Les Nouveaux Bonheurs, roman jeunesse, 1996
- La Liberté? Connais pas, roman jeunesse, 1998[1]
- Un été de Jade, roman jeunesse, 1999
- Les Sorts, nouvelles, 1999
- La Fille de la forêt, roman jeunesse, 2002
- La Boîte à bonheur, roman jeunesse, 2003
- Entre chien et loup, album, 2005
- La Petite Écuyère, illustrations de Gérard DuBois, album, 2006
- Le Pont de glace, album, 2007
- La Disparition, roman jeunesse, 2007
- Ophélie, roman jeunesse, 2008
- Guerres, roman jeunesse, 2011
- No man's land, roman, 2014
- Brèches, carnet littéraire, 2019

## Honneurs
- 1999 - Prix du Gouverneur général pour les arts de la scène
- 1999 - Prix du Gouverneur général, La Liberté? Connais pas...
- 2000 - Prix du Gouverneur général, Un été de Jade
- 2003 - Prix du livre M. Christie, La boîte à bonheur
- 2004 - Finaliste au Prix du Gouverneur général, La boîte à bonheur
- 2009 - pour la traduction de La Liberté? Connais pas... en anglais par Susan Ouriou
- 2009 - Prix du livre jeunesse des bibliothèques de Montréal
- 2012 - Prix Alvine-Bélisle, Guerres